# Hallegård (Østermarie Sogn)
 For alternative betydninger, se Hallegård. (Se også artikler, som begynder med Hallegård)
Hallegård er bebygggelse i Østermarie Sogn.
De to Hallegårde (Lille Hallegård 42. og Store Hallegård 43. selvejergård) og Markusgård (41. selvejergård) ligger på Hallene, et klippefyldt areal mellem Paradisbakkerne og Gadeby.
|  | Denne artikel om lokaliteten Hallegård (Østermarie Sogn) kan blive bedre, hvis der indsættes et (bedre) billede. Du kan hjælpe ved at afsøge Wikimedia Commons for et passende billede eller lægge et op på Wikimedia Commons med en af de tilladte licenser og indsætte det i artiklen. |

55°7′3″N 15°3′37″Ø / 55.11750°N 15.06028°Ø